# 11712 Kemcook
11712 Kemcook (1998 HB51) là một tiểu hành tinh vành đai chính được phát hiện ngày 25 tháng 4 năm 1998 bởi LONEOS ở trạm Anderson Mesa thuộc Đài thiên văn Lowell.